# パルーラ語
パルーラ語（パルーラご）はインド・ヨーロッパ語族インド・イラン語派ダルド語群シナー諸語に属する言語である。パルラ語、パールーラー語（/paːluːláː/）、パロラ語、パルロ語、アシュレト語、ダンガリクワル語、アシュレティとも呼ばれる。パキスタンカイバル・パクトゥンクワ州チトラルのアシュレト、ビオリ、プリ、カルカタクで話されている。